# Perplexhadena
Perplexhadena là một chi bướm đêm thuộc họ Noctuidae.